# Piedad Iturbe
María de la Piedad de Yturbe y Scholtz, más conocida como Piedita Yturbe (París, 3 de agosto de 1892-Madrid, 26 de noviembre de 1990) fue una aristócrata y mecenas española del siglo XX.

## Biografía

### Familia
Fue la única hija del matrimonio formado por el diplomático mexicano Manuel de Yturbe y del Villar (1844-1904) y la mecenas malagueña Trinidad Scholtz. Manuel de Yturbe era nieto del  guipuzcoano establecido en Michoacán (Nueva España) Francisco de Iturbe y Heriz, que fue regidor y alférez real de Pátzcuaro, e hijo de un  Secretario de Hacienda. Por su parte, Trinidad descendía del berlinés Christian Friedrich Schlotz, establecido en Málaga a finales del siglo XVIII.

### Infancia y juventud

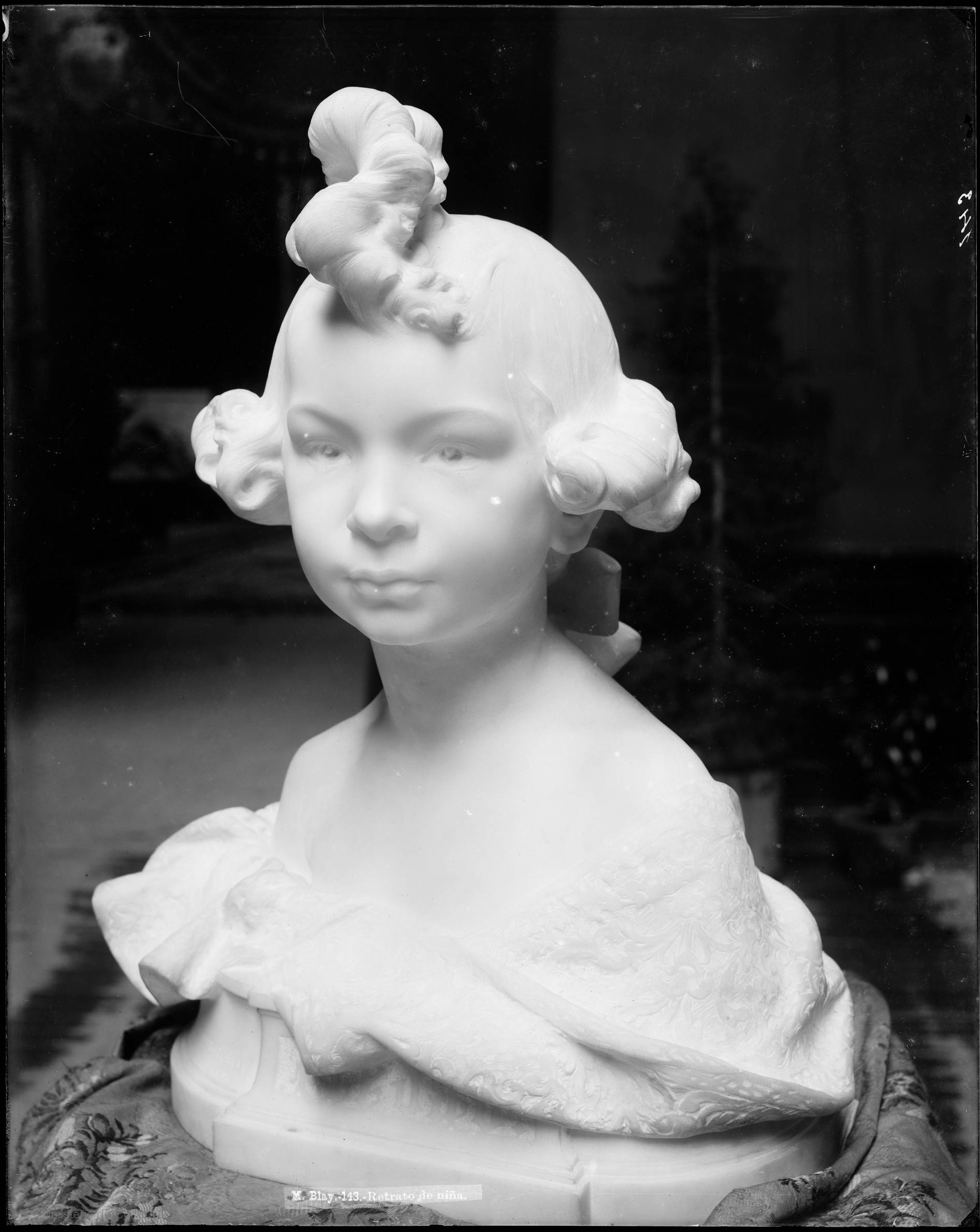
Busto de Piedita, de niña, por Miguel Blay, Museo de la Garrocha, Olot (Fondo Moreno, Biblioteca Digital del Patrimonio Bibliográfico).

Su infancia se vería directamente influida por los destinos de su padre como diplomático. Nació en París, donde su padre se hallaba destinado como ministro plenipotenciario y enviado extraordinario de México. Posteriormente, fue destinado a Berlín, donde vivieron en el Palacio Stolberg, y Londres.
En 1900 su padre es destinado a Madrid, por lo que se traslada con su familia a la calle San Bernardo 62 (palacio de Parcent), palacio que compró y reformó en su totalidad para albergar la embajada de México en España. Manuel Iturbe moriría en 1904. Posteriormente, su madre contraería matrimonio con Fernando de la Cerda y Carvajal, IX conde (posteriormente I duque) de Parcent.
En su juventud estudió equitación en Viena y viajó junto con su madre por las grandes cortes de la Europa anterior a la Primera Guerra Mundial. Así mismo, su madre la introdujo en los medios aristocráticos del Madrid alfonsino. También colaboró con su madre en las obras de caridad en que esta participaba.En su juventud fue una de las jóvenes más brillantes de la aristocracia de la capital, participando como protagonista en diferentes juegos florales y fiestas. Su belleza fue admirada por sus contemporáneos. Sucedió a su abuelo materno en el título de marquesa de Belvís de las Navas en 1918. En 1915 le fue concedida la nacionalidad española, renunciando a la mexicana.
El 12 de octubre de 1921 contrajo un brillante matrimonio con el príncipe Maximiliano Eugenio de Hohenlohe-Langenburg (1897-1968), descendiente de una rama menor de Hohenlohe-Langenburg. Su rama había surgido en el siglo XVIII, católica y asentada en el castillo de Rothenhaus, cerca de Komotau en Bohemia. La boda se celebró con gran pompa en la iglesia del Real Monasterio de la Encarnación de Madrid y contó con la asistencia de personas reales, gran parte de la aristocracia y el amplio público que se agolpaba a la salida de la iglesia y en los balcones de las casas aledañas. Fueron apadrinados por Alfonso XIII y Victoria Eugenia, Posteriormente, se celebró en el palacio de Parcent un multitudinario almuerzo

### Madurez
Desde 1930 la economía familiar se vio reducida por la afección de la reforma agraria en sus propiedades mexicanas. Su madre murió en 1937. Gracias al primo de esta, Ricardo Soriano, Piedita y su familia conocerían Marbella. Tras una primera visita en 1946, Alfonso, hijo de Piedita, compró la finca Santa Margarita en 1947. Posteriormente Alfonso fundaría el Marbella Club, famoso punto de encuentro de la jet set internacional a partir de la década de los 60.
En 1954 publicaría un interesante libro dedicado a la Europa de las primeras décadas del siglo XX.: Érase una vez..., publicadas por Seix Barral. En 1956, la finca escurialense de su propiedad, El Quexigal, sufrió un grave incendio. Tras el incendio Piedita se dedicó a una restauración de la finca. Fue terciaria franciscana.
Murió en 1990 a la avanzada edad de noventa y ocho años en su casa de Marbella. Fue enterrada en el panteón familiar del cementerio de San Bernabé de la misma localidad dos días después de su muerte.

## Descendencia

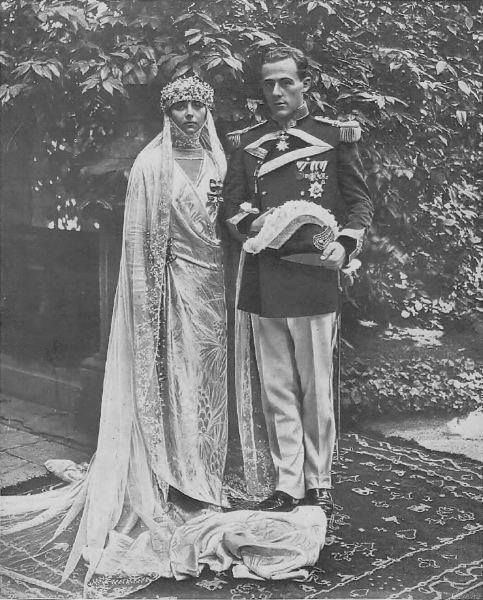
Con su marido, el día de su boda en los jardines del palacio de Parcent.

De su matrimonio con el príncipe Maximiliano Eugenio de Hohenlohe-Langenburg tuvo seis hijos, todos ellos príncipes (prinzen) de Hohenlohe-Langenburg:
- María Francisca Pimpinela, III marquesa de Belvís de las Navas, casada en junio de 1945 en El Quexigal con Claudio Gamazo y Arnús,[13] IV marqués de Soto de Aller;
- Alfonso, casado en primeras nupcias con la princesa Ira von Fürstenberg, en segundas con Jacqueline Lane y en terceras, con Marilys Haynes;
- Christian, casado con Carmen de la Cuadra y de Medina;
- Isabel o Elisabeth, casada con Joaquín Bertrán y Caralt;
- Maximiliano Manuel, casado con Ana Luisa de Medina y Fernández de Córdoba, XII marquesa de Navahermosa y, en segundas nupcias, con Magdalena de Fontcuberta y Alonso-Martínez; y
- Beatriz, casada con Gonzalo Alfonso Fernández de Córdoba y Larios, XI duque de Arión.

## Obras
- Érase una vez... Recuerdos de mi juventud. Madrid: Seix y Barral. 1954.
- Mi madre. Madrid: Talleres de Blass. 1946.

## Títulos y órdenes

### Títulos
- III marquesa de Belvís de las Navas.[14]

### Órdenes
- Dama de la Orden de las Damas Nobles de la reina María Luisa. (10 de octubre de 1921[15] o 6 de julio de 1922,[16]  Reino de España)[10]
- Dama de la Orden del Fénix.[8] (Casa de Hohenlohe)[10]
- Gran cruz de la Orden del Mérito Agrícola (28 de julio de 1951,  Reino de España)[17][10]